# Ekvivalentní konicita
Ekvivalentní konicita je veličina používaná u kolejových vozidel, která udává vztah dvojkolí a koleje. Její velikost je závislá na tvaru jízdních ploch kol, tvaru hlav kolejnic a jejich úklonu, rozchodu koleje a na velikosti příčného posuvu dvojkolí vůči ose koleje. Je jedním z rozhodujících parametrů pro stabilitu chodu vozidla, zejména při vyšších rychlostech. Standardně se uvádí hodnota ekvivalentní konicity pro dvojkolí posunuté o 3 mm ze střední polohy.

## Kuželový profil jízdní plochy kola

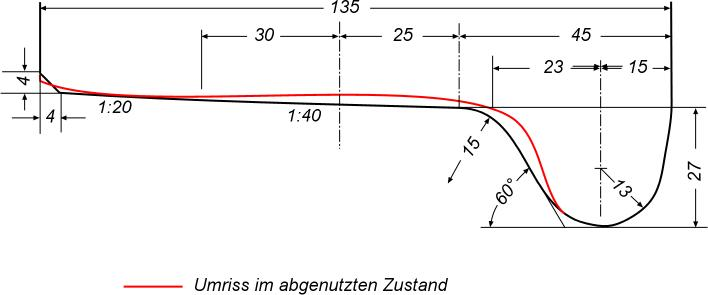
Kuželový profil jízdní plochy – nový a opotřebený

Původní profil jízdních ploch kol používaných na železnici byl kuželový. Konicita těchto profilů odpovídala příčnému sklonu kolejnic. Jejich hodnota se udává jako tangens úhlu, který svírá stěna kužele se s jeho osou, a to ve formě poměru stran. V Evropě se používají dva sklony – 1:20 a 1:40.

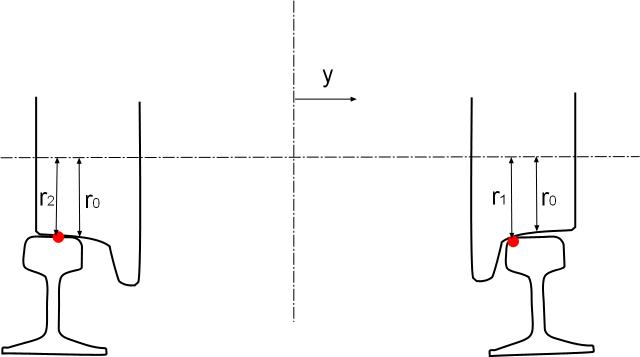
Rozdíl poloměrů styčných kružnic

Kuželovitost jízdních ploch kol způsobí, že při posunutí ze střední polohy (viz obrázek) se u pravého kola přesune kružnice spojující body styku kola s kolejnicí – tzv. styčná kružnice – směrem k okolku a její průměr se zvětší. Podobně u levého kola dojde k přesunutí styčné kružnice dále od okolku a její poloměr se tak zmenší. Na obrázku je příčný posuv označen {\displaystyle y}, poloměry styčných kružnic {\displaystyle r_{0}} pro {\displaystyle y=0} a {\displaystyle r_{1}}, {\displaystyle r_{2}} pro {\displaystyle y\neq 0} a sklon kuželové plochy – tzv. kuželovitost nebo konicita kola – {\displaystyle {\textrm {tg}}\,\gamma }.
Pro čistě kuželovité jízdní plochy platí následující závislost:
{\displaystyle r_{1}=r_{0}+y\,{\textrm {tg}}\,\gamma }
a
{\displaystyle r_{2}=r_{0}-y\,{\textrm {tg}}\,\gamma }
z toho vyplyne rozdíl poloměrů styčných kružnic:
{\displaystyle r_{1}-r_{2}=2y\,{\textrm {tg}}\,\gamma }
Čistě kuželovité jízdní plochy mají sice výhodu vyšší stability chodu, ale i následující nevýhody:
- Jízdní plocha kola s novým (obnoveným) profilem je v kontaktu s hlavou kolejnice pouze v úzkém pásu, kde dochází k vyššímu kontaktnímu namáhání.
- Úzká kontaktní plocha vede k rychlejšímu opotřebení kol i kolejnic a k častější potřebě obnovy profilu. Opotřebení kol zhoršuje chodové vlastnosti vozidla, opotřebení kolejnic zvyšuje náklady na údržbu.

## „Opotřebený“ profil

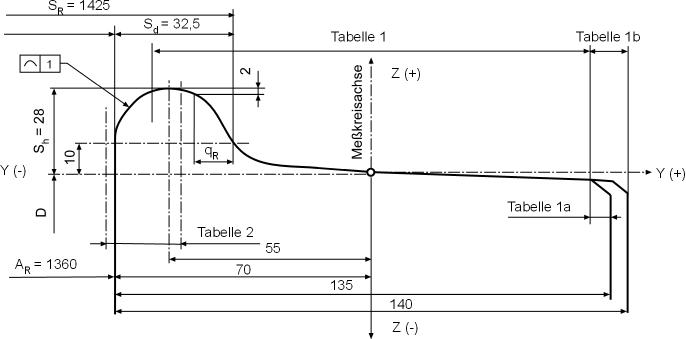
„Opotřebený“ profil ORE 1002

Snaha o snížení opotřebení kuželovitého profilu kol zmenšení z toho vyplývajících potíží vedla v minulém století ke hledání profilu, který by lépe doléhal na kolejnici a jehož tvar by v provozu tolik nepodléhal opotřebení, respektive opotřebení by nevedlo k podstatné změně profilu jízdní plochy. Jeden z těchto nově vyvinutých, takzvaných „opotřebených“ profilů je takzvaný profil UIC-ORE- S1002. Označení „opotřebený profil“ je odvozeno ze skutečnosti, že tyto profily vznikly na základě statistického vyhodnocení opotřebení jízdních ploch kol vozidel. Cílem bylo odstranit fázi rychlého opotřebení, která následuje po obnově kuželového profilu vlivem malé styčné plochy mezi kolem a kolejnicí, při níž se tvar jízdní plochy kola přizpůsobuje tvaru kolejnice. Nový profil již tomuto úvodnímu, rychle vzniklému opotřebenému tvaru odpovídá, a kolo se tak dostává přímo do další fáze, kde je tvar jízdní plochy opotřebován, „zaběhnut“.
„Opotřebené“ profily ovšem mají také své nevýhody:
- Zhoršené chodové vlastnosti vozidel v přímé koleji – vyšší hodnoty ekvivalentní konicity zhoršují stabilitu chodu (naopak zlepšují průjezd obloukem)
- Odlišný sklon kolejnic, než pro který byl profil vytvořen, má značný vliv na velikost ekvivalentní konicity, velikost styčné plochy, opotřebení a stabilitu chodu - Československé státní dráhy takto nevhodně zavedly profil S1002 v 80. letech.

„Opotřebený“ tvar profilu jízdní plochy není tvořen přímkou, ale křivkou zadanou souřadnicemi x, y. Lineární závislost obou souřadnic jako u kuželového profilu zde neplatí. Rozdíl poloměrů styčných kružnic {\displaystyle r_{1}-r_{2}} je závislý na příčném posuvu {\displaystyle y} nelineárně a odlišně pro různé rozchody dvojkolí a koleje. Srovnáním chodových vlastností dvojkolí s koly s kuželovými a „opotřebenými“ profily bylo zjištěno, že chodové vlastnosti jsou srovnatelné, pokud je při příčném posunutí od vystředěné polohy o 3 mm shodný rozdíl poloměrů styčných kružnic obou dvojkolí. Z hodnoty posunu a rozdílu poloměrů byla odvozena veličina umožňující srovnání různých profilů – tzv. ekvivalentní konicita. Její hodnota se stanoví dle vzorce:
{\displaystyle {\textrm {tg}}\,\gamma ={\frac {r_{1}-r_{2}}{2y}}}.
Protože jsou kola jedné nápravy spojena pevně do dvojkolí, pohybuje se vozidlo na přímé trati v sinusových vlnách, které závisí na rozdílu poloměrů styčných kružnic. Rovnici pro výpočet frekvence takového sinusového pohybu dvojkolí zavedl roku 1883 Johannes Klingel z Karlsruhe:
{\displaystyle f={\frac {v}{2\pi }}{\sqrt {\frac {{\textrm {tg}}\,\gamma }{s\,r_{0}}}}}, kde {\displaystyle {r_{0}={\frac {r_{1}+r_{2}}{2}}}},
přičemž
| {\displaystyle {{\textrm {tg}}\,\gamma }} | … | ekvivalentní konicita                                             |
| {\displaystyle {r_{1}{\text{, }}r_{2}}}   | … | poloměry styčných kružnic (jmenovitý poloměr dvojkolí) [m]        |
| {\displaystyle {r_{0}}}                   | … | poloměr styčné kružnice ve vystředěné poloze [m]                  |
| {\displaystyle s}                         | … | vzdálenost styčných kružnic (u standardního rozchodu 1500 mm) [m] |
| {\displaystyle f}                         | … | frekvence příčných kmitů [Hz]                                     |
| {\displaystyle v}                         | … | rychlost vozidla [m/s]                                            |
Kolejové vozidlo je namáháno touto budicí frekvencí {\displaystyle f}, která - jak vyplývá z výše uvedené rovnice - roste s ekvivalentní konicitou a s rychlostí. Je li tedy dána kritická frekvence, kdy je chod vozidla ještě stabilní, je pro rostoucí konicitu nutné snižovat kritickou rychlost. Nutno poznamenat, že ekvivalentní konicita je pouze jeden z faktorů ovlivňujících chodové vlastnosti vozidla.
Předpisy stanovují následující maximální hodnoty ekvivalentní konicity v závislosti na maximální rychlosti:
| Konicita | Druh podvozku | Maximální rychlost [km/h] |
| -------- | ------------- | ------------------------- |
| 0,2      | staré         | 120                       |
| 0,2      | moderní       | 160                       |
| 0,1      | moderní       | 200-250                   |

## Ekvivalentní konicita a průjezd obloukem

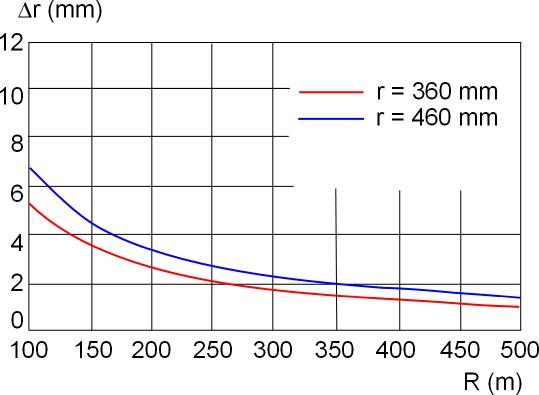
Rozdíl průměrů styčných kružnic dvojkolí posunutého vůči ose koleje

Optimální průjezd dvojkolí obloukem je takový, při němž nedochází ke skluzům a tím ke zvýšení opotřebení styčných ploch a zvýšení jízdních odporů vozidla. Konicita jízdních ploch má v tomto směru rozhodující vliv.
Pro kuželový profil platí:
{\displaystyle {\frac {r_{1}-r_{2}}{2s}}={\frac {r_{0}}{R}}}
{\displaystyle {\frac {k\,{\textrm {tg}}\,\gamma }{2s}}={\frac {r_{0}}{R}}}
{\displaystyle R={\frac {r_{0}\,2s}{k\,{\textrm {tg}}\,\gamma }}}
kde:
| {\displaystyle 2s}                      | … | rozteč styčných kružnic                                     |
| {\displaystyle {r_{0}}}                 | … | jmenovitý poloměr kola                                      |
| {\displaystyle {r_{1}{\text{, }}r_{2}}} | … | poloměry styčných kružnic při dolehnutí okolkem             |
| {\displaystyle R}                       | … | poloměr oblouku                                             |
| {\displaystyle k}                       | … | šířka kolejového kanálu (rozdíl rozchodu koleje a dvojkolí) |
| {\displaystyle {\textrm {tg}}\,\gamma } | … | kuželovitost jízdní plochy                                  |
Pro „opotřebený“ profil lze tento vztah použít pouze orientačně vzhledem k proměnné velikosti ekvivalentní konicity v závislosti na velikosti posunutí dvojkolí v příčném směru. Přesnou velikost a polohu styčných kružnic je třeba zjistit vhodnou analytickou metodou a následně lze vypočíst minimální poloměr oblouku pro dané parametry dvojkolí a kolejnice.

## Parametry mající vliv na ekvivalentní konicitu

### Sklon kolejnic

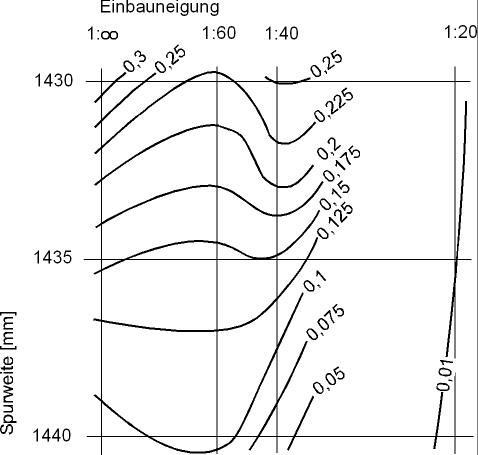
Závislost ekvivalentní konicity na sklonu kolejnic a rozchodu koleje. Není uveden profil kola, ze souvislostí lze usuzovat na UIC-ORE S1002

V různých zemích se používá různý sklon kolejnic. Toto je většinou dáno historicky. Obvyklé sklony kolejnic jsou 1:20 (Československo, Francie) a 1:40 (Německo, Rakousko). Z obrázku je patrná nevhodnost profilu S1002 pro kolej se sklonem kolejnic 1:20 – hodnota ekvivalentní konicity je velmi nízká, v oblouku navíc dochází k dvoubodovému styku kola s kolejnicí. Pro modernizované tratě – koridory – přistoupily ČSD/ČD k dalšímu ne zcela uváženému rozhodnutí – použití sklonu kolejnic 1:40, což přineslo problémy se stabilitou chodu vozidlům, jejichž kola byla opotřebením přizpůsobena kolejnicím ve sklonu 1:20 a jejichž vedení dvojkolí bylo opotřebené nebo ne příliš funkční z jiných důvodů. Nakonec bylo zvoleno kompromisní řešení – hlavy kolejnice se přebrušují tak, aby odpovídaly sklonu 1:30, který se rozšiřuje i u ostatních železnic.

### Profil jízdní plochy
Jak již bylo uvedeno, profil jízdní plochy musí odpovídat sklonu kolejnic. Profil používaný u Deutsche Bahn a odpovídající UIC-ORE S1002 má na kolejnicích tvaru UIC 60 ve sklonu 1:40 a v dvojkolí s rozchodem 1425 mm na koleji o rozchodu 1435 mm ekvivalentní konicitu 0,17. Tato hodnota již nevyhovuje pro rychlosti nad 250 km/h a zde je nutné profil upravovat.

### Profil kolejnic
Vliv na ekvivalentní konicitu má i profil hlavy kolejnice. Koncem 90. let s ohledem na stavbu vysokorychlostní trati Köln–Rhein/Main DB AG vyvinuly pro plánovanou rychlost 300 km/h modifikovaný profil hlavy 60E2. Jeho výhodou je i snadné vytvarování hlav kolejnic broušením.

### Rozchod koleje

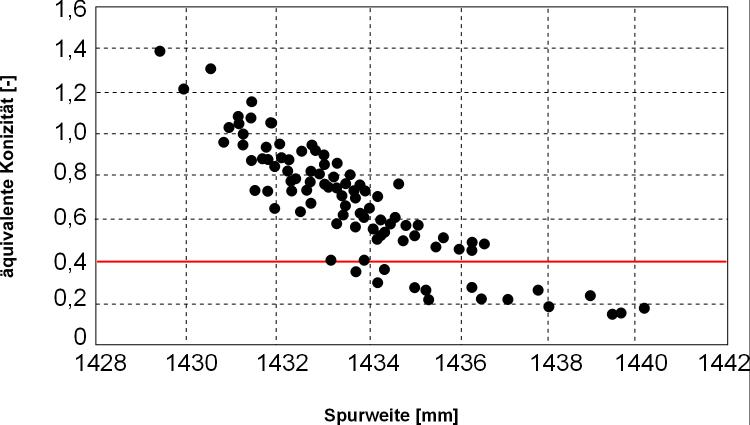
Závislost ekvivalentní konicity na rozchodu koleje

Výrazný vliv na ekvivalentní konicitu má především zúžení rozchodu koleje pod 1432 mm. Velikost ekvivalentní konicity prudce roste, což má neblahý vliv na stabilitu chodu. V počátcích budování vysokorychlostních tratí v Německu byl použit rozchod právě 1432 mm, od něhož se očekávalo lepší vedení dvojkolí při vysokých rychlostech. Opak se ukázal pravdou. Z této situace jsou tři možná východiska – profil kol se zúženým okolkem, přebroušení hlav kolejnic nebo změna upevnění kolejnic.

## Kritická rychlost

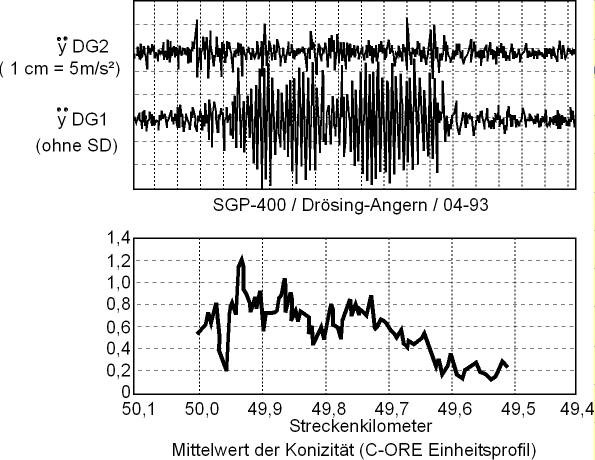
Porovnání stabilního a nestabilního chodu podvozku SGP 400

Ekvivalentní konicita je jedním z faktorů, které významným způsobem ovlivňují stabilitu chodu kolejového vozidla. Na obrázku je průběh příčných zrychlení podvozku SGP 400 – Horní čára na vrchním obrázku zobrazuje průběh velikosti příčných zrychlení podvozku s tlumiči vrtivých pohybů, spodní čára průběh bez tlumičů. Spodní obrázek ukazuje průměrnou hodnotu ekvivalentní konicity v pojížděném úseku.